# Rajd Wikingów 1955
Rajd Wikingów 1955 (5. Viking Rally) – 5. edycja rajdu samochodowego Rajd Wikingów rozgrywanego w Norwegii. Rozgrywany był od 9 do 12 września 1955 roku. Rajd był dziewiątą rundą Rajdowych Mistrzostw Europy w roku 1955.

## Klasyfikacja rajdu
| Miejsce                | Kierowca               | Pilot                  | Samochód               | Czas                   | Strata                 |                        |
| Klasyfikacja generalna | Klasyfikacja generalna | Klasyfikacja generalna | Klasyfikacja generalna | Klasyfikacja generalna | Klasyfikacja generalna | Klasyfikacja generalna |
| ---------------------- | ---------------------- | ---------------------- | ---------------------- | ---------------------- | ---------------------- | ---------------------- |
| 1.                     | Lars Egeberg           | Amund Bøhle            | Peugeot 203            | 21                     |                        |                        |
| 2.                     | Walter Schlüter        | Siegfried Eikelmann    | DKW F 91               | 26                     | +5                     |                        |
| 3.                     | Leif Vold-Johansen     | Carl Karlan            | DKW F 91               | 41                     | +20                    |                        |
| 4.                     | Birger Strand          | Harald Stavseth        | Ford Zephyr MK1        | 45                     | +24                    |                        |
| 5.                     | Ivar Andersson         | Lennart Simonsson      | Peugeot 403            | 46                     | +25                    |                        |
| 6.                     | Edward Gjølberg        | Sten Stensrud          | Sunbeam MK III         | 49                     | +28                    |                        |
| 7.                     | Per Bråthen            | Freddy Walby           | Fiat 1100 TV           | 53                     | +31                    |                        |
| 8.                     | Ragnar Busch           | Helge Mikkelsen        | Sunbeam MK III         | 1:03                   | +42                    |                        |
| 9.                     | Arne Ingier            | Håkon Fløysvik         | Volkswagen             | 1:05                   | +43                    |                        |
| 10.                    | Walter Schock          | Rolf Moll              | Mercedes-Benz 220 A    | 1:06                   | +44                    |                        |